# 穆扎纳-德尔图尔尼亚诺
穆扎纳-德尔图尔尼亚诺（義大利語：Muzzana del Turgnano），是意大利弗留利-威尼斯朱利亚大区乌迪内省的一个市镇。总面积24平方公里，人口2682人，人口密度111.8人/平方公里（2009年）。ISTAT代码为030064。